# روي فوكس
روي فوكس (بالإنجليزية: Roy Fox)‏ هو موسيقي أمريكي، ولد في 25 أكتوبر 1901 في دنفر في الولايات المتحدة، وتوفي في 20 مارس 1982 في لندن في المملكة المتحدة.

## وصلات خارجية
- روي فوكس على موقع IMDb (الإنجليزية)
- روي فوكس على موقع ميوزك برينز (الإنجليزية)
- روي فوكس على موقع قاعدة بيانات الأفلام السويدية (السويدية)
- روي فوكس على موقع أول ميوزيك (الإنجليزية)
- روي فوكس على موقع ديسكوغز (الإنجليزية)
- روي فوكس على موقع قاعدة بيانات الفيلم (الإنجليزية)